# Riscadas
Riscadas es el nombre de una variedad cultivar de manzano (Malus domestica). Esta manzana es originaria de Galicia, está cultivada en la colección de árboles frutales y banco de germoplasma de Mabegondo con el Nº 286; ejemplares procedentes de esquejes localizados en San Xoán de Cerdeira, parroquia del municipio de As Neves (Pontevedra).

## Sinónimos
- "Manzana Riscadas",[4][5]
- "Maceira Riscadas".

## Características
El manzano de la variedad 'Riscadas' tiene un vigor vigoroso. Tamaño grande y porte erguido.
Época de inicio de brotación a partir del 6 de mayo y de floración a partir del 22 de mayo.
Las hojas tienen una longitud del limbo de tamaño largo, con la máxima anchura del limbo es ancha. Longitud de las estípulas es media y la máxima anchura de las estípulas es media. Denticulación del borde del limbo es serrado, con la forma del ápice del limbo acuminado y la forma de la base del limbo es agudo. Con subestípulas ausentes.
Sus flores tienen una longitud de los pétalos larga, con una anchura de los pétalos ancha, disposición de los pétalos superpuestos entre sí, con una longitud del pedúnculo largo.
La variedad de manzana 'Riscadas' tiene un fruto de tamaño medio, de forma globoso-cónica, de color bicolor, con chapa completa, e intensidad fuerte. Epidermis de textura desigual, con pruina en su superficie y con presencia de cera débil. Sensibilidad al "russeting" (pardeamiento áspero superficial que presentan algunas variedades) medianamente sensible. Con lenticelas de tamaño grande.
Los sépalos están dispuestos de forma variable, y libres en su base; su fosa calicina es muy profunda y de una anchura media. Pedúnculo de grosor grueso y de longitud medio, siendo la cavidad peduncular de una profundidad profunda y de anchura ancha. Con pulpa de color blanca, cuya firmeza es intermedia y su textura es intermedia; su jugosidad es intermedia, con sabor de acidez alta, y poco aromática.
Época de maduración y recolección a partir del 8 de octubre. 'Riscadas' es una manzana que su destino es la conservación de esta variedad en el banco de germoplasma de Mabegondo como reserva genética.

## Susceptibilidades
- Oidio: ataque débil
- Moteado: no presenta
- Raíces aéreas: ataque débil
- Momificado: no presenta
- Pulgón lanígero: ataque débil
- Pulgón verde: ataque medio
- Araña roja: no presenta
- Chancro del manzano: no presenta.[3]